# Synteza Fischera-Tropscha

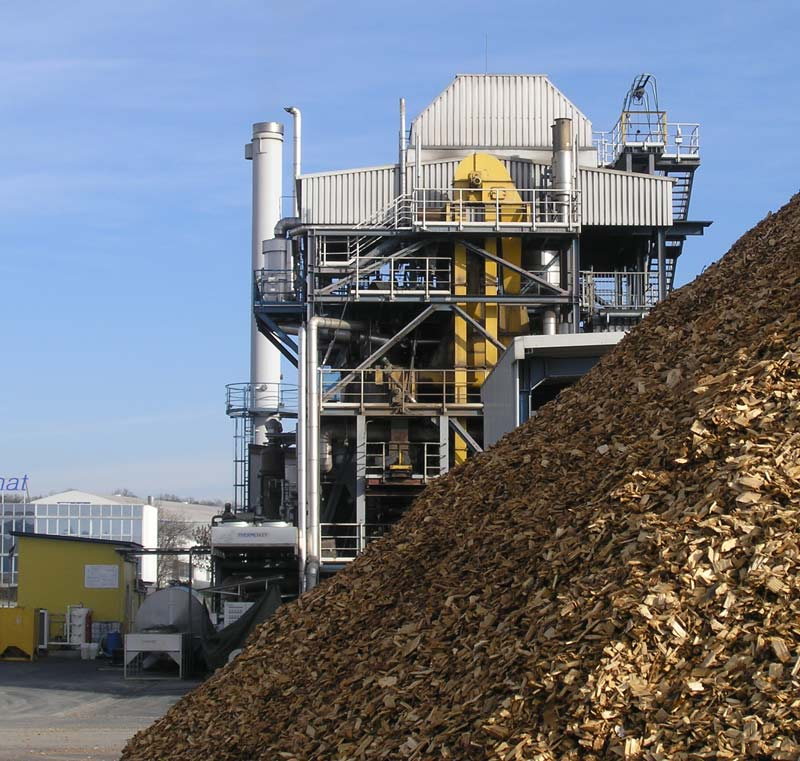
Testowa aparatura do prowadzenia procesu Fishera-Tropscha (Güssing, Burgenland, Austria)

Synteza Fischera-Tropscha (w skrócie synteza/reakcja F-T lub FTS) – katalityczna reakcja chemiczna tworzenia węglowodorów z mieszaniny tlenku węgla i wodoru, czyli tak zwanego gazu syntezowego. Celem syntezy F-T jest produkcja paliw płynnych. Jedną z zalet syntezy F-T jest możliwość wytwarzania paliwa wolnego od związków siarki i azotu, a przez to czystszego dla środowiska naturalnego.

## Proces
Procesem Fischera-Tropscha zwyczajowo nazywa się proces chemicznego wytwarzania paliw przy wykorzystaniu syntezy F-T, który składa się z trzech etapów:
1. Wytwarzania i przygotowania gazu syntezowego. Może on być otrzymywany m.in. z węgla – poprzez jego zgazowanie, gazu ziemnego – poprzez jego reforming jak i również z biomasy – np. w wyniku jej pirolizy. Ostatnia możliwość, choć dotychczas nieekonomiczna, może stanowić przyszłość dla tej technologii. W skład gazu syntezowego może również wchodzić dwutlenek węgla, który jest zdolny do współtworzenia łańcucha węglowodorowego. Wytwarzanie gazu syntezowego to w obecnym czasie najdroższy etap procesu pozyskiwania paliw. Obecnie najpowszechniejsze jest pozyskiwanie tego gazu w wyniku reformingu metanu (gazu ziemnego), proces taki nazywany jest procesem Fischera-Tropscha konwersji gazu do cieczy (ang. a Fischer-Tropsch gas to liquid process, F-T GTL).
2. Konwersji gazu syntezowego, głównie do węglowodorów alifatycznych (głównego składnika benzyny) oraz wody.
3. Przygotowania i obróbki (głównie hydrokrakingu i izomeryzacji) do pożądanych produktów.

## Katalizatory
Katalizatorami reakcji Fischera-Tropscha są tlenki metali: żelaza, kobaltu, rutenu i niklu. Ze względów ekonomicznych i technologicznych, w przemyśle znalazły zastosowanie jedynie katalizatory oparte na tlenkach kobaltu i żelaza.
Ważnymi dodatkami do katalizatorów F-T są tzw. promotory. Do najważniejszych promotorów należą potas i miedź, ale mogą to być również wapń, mangan, cez lub magnez. Dodatki promotorów zmieniają aktywność lub selektywność katalizatorów.

## Stechiometryczne równania reakcji
Synteza F-T jest dość skomplikowanym procesem, podczas którego zachodzi wiele reakcji chemicznych.
Powstają głównie proste węglowodory alifatyczne: alkany oraz alk-1-eny jak również alk-2-eny. W mniejszych ilościach powstają inne izomery węglowodorów jak i związki tlenowe: głównie alkohole, ale również aldehydy, ketony, estry i kwasy organiczne. Podstawowym produktem ubocznym syntezy jest woda.
Ogólny zapis reakcji tworzenia węglowodorów może wyglądać następująco:
nCO + (n + m)H
2 → C
nH
2m + nH
2O
gdzie n określa liczbę atomów węgla, a 2m atomów wodoru w cząsteczce produktu.
Dwie główne reakcje:
- tworzenia alkanów:

nCO + (2n + 1)H
2 → C
nH
2n+2 + nH
2O
- tworzenia alkenów:

nCO + 2nH
2 → C
nH
2n + nH
2O
Inne reakcje:
- reakcja tworzenia alkoholi:

nCO + 2nH
2 → C
nH
2n+1OH + (n − 1)H
2O
- reakcja tworzenia aldehydów:

(n + 1)CO + (2n + 1)H
2 → C
nH
2n+1CHO + nH
2O
Najważniejszą reakcją uboczną syntezy FT jest reakcja konwersji gazu wodnego (WGS, z ang. water gas shift):
CO + H
2O → CO
2 + H
2
Reakcja ta nie jest do końca niepożądana ze względu na zużywanie wody. Bardzo często reakcja WGS osiąga stan równowagi.
Innymi, ubocznymi i skrajnie niepożądanymi są reakcje, w których powstaje węgiel pierwiastkowy. Produkt ten osadza się na powierzchni katalizatora, powodując jego dezaktywację.
- reakcja Bouduarda:

2CO → C↓ + CO
2
- reakcja tworzenia węgla z tlenku węgla i wodoru:

CO + H
2 → C↓ + H
2O
Wszystkie reakcje zachodzące podczas syntezy Fischera-Tropscha są silnie egzotermiczne.

## Historia
W roku 1902, Paul Sabatier i Jean-Baptiste Senderens, jako pierwsi, zaobserwowali syntezę metanu z mieszaniny wodoru i tlenku węgla (3H
2 + CO) lub wodoru i dwutlenku węgla (3H
2 + CO
2) w obecności zredukowanego niklu w temperaturze 200–300 °C. Tę samą syntezę zaobserwowali w obecności zredukowanego kobaltu w temperaturze 270–300 °C. W roku 1913, badacze z BASF opublikowali wyniki przeprowadzenia reakcji konwersji gazu syntezowego do produktów ciekłych, głównie związków tlenowych (alkoholi, kwasów, itp.) zawierających również małe ilości węglowodorów. Badania zostały przeprowadzone na katalizatorze osmowo-kobaltowym.
Po kilku latach pracy w instytucie Kaiser-Wilhelm w Mülheim, Franz Fischer i Hans Tropsch ogłosili zsyntetyzowanie produktu, który nazwali synthol, który zawierał głównie związki tlenowe, ale również małą ilość węglowodorów. Synteza została przeprowadzona na katalizatorze żelazowym. Przez następne kilkanaście lat synteza ta została przez nich dopracowana i wdrożona do przemysłu. W roku 1936 powstała pierwsza fabryka o wydajności 200 tys. ton węglowodorów na rok, a w roku 1943 pracowało już dziewięć fabryk produkujących łącznie 740 tys. ton paliw na rok.
Niemieckie fabryki na skutek alianckiej ofensywy bombowej w latach 1944-45 zostały całkowicie zniszczone, a po wojnie zainteresowanie reakcją przeniosło się głównie do Wielkiej Brytanii i Stanów Zjednoczonych. Pojawienie się taniej ropy naftowej na początku lat 50. XX w. spowodowało znaczny spadek zainteresowania syntezą. Wyjątkiem była Republika Południowej Afryki, na którą zostało nałożone embargo, a która miała dostęp do taniego źródła węgla (kopalnie odkrywkowe). Powstała tam firma Sasol, która w roku 1955 uruchomiła instalację przemysłową do syntezy Fischera-Tropscha. W ciągu kolejnych 30 lat powstały tam jeszcze dwie dodatkowe fabryki (Sasol II i III), produkujące łącznie prawie 4 miliony ton paliw rocznie.
Kryzys naftowy na początku lat 70. XX w. spowodował kolejne zainteresowanie syntezą F-T, ale na krótko – do ponownego spadku cen ropy w latach 80. Zainteresowanie syntezą w zmniejszonym stopniu utrzymało się jednak w Stanach Zjednoczonych, gdzie wiele ośrodków nadal prowadziło badania.
Ponowny sukcesywny wzrost cen ropy naftowej od początku lat 90. XX w., jak i ciągłe obniżanie kosztów produkcji paliwa przy użyciu syntezy Fischera-Tropscha zaowocowało budową kolejnych fabryk w Norwegii (Statoil), Malezji (Shell) oraz Katarze (Sasol). Powstało również kilka instalacji pilotażowych – w Oklahomie (Conoco-Philiphs i Syntroleum/Marathon), Japonii (JNOC), w RPA (PetroSA/Statoil) oraz na Alasce (BP).
Od 2006 r. firma Shell realizuje plan budowy kilku fabryk na całym świecie (Argentyna, Australia, Egipt, Indonezja, Iran, Malezja, Trynidad), firmy Sasol i Chevron budują swoje fabryki w Nigerii i Australii oraz kilka potentatów naftowych w Katarze (Conoco, ExxonMobil, Marathon, Sasol i Shell). Wszystkie te instalacje wykorzystują syntezę F-T w procesie konwersji gazu ziemnego, ze względu na jego niską cenę i łatwość wykorzystania.